# Castillo de Alcocer

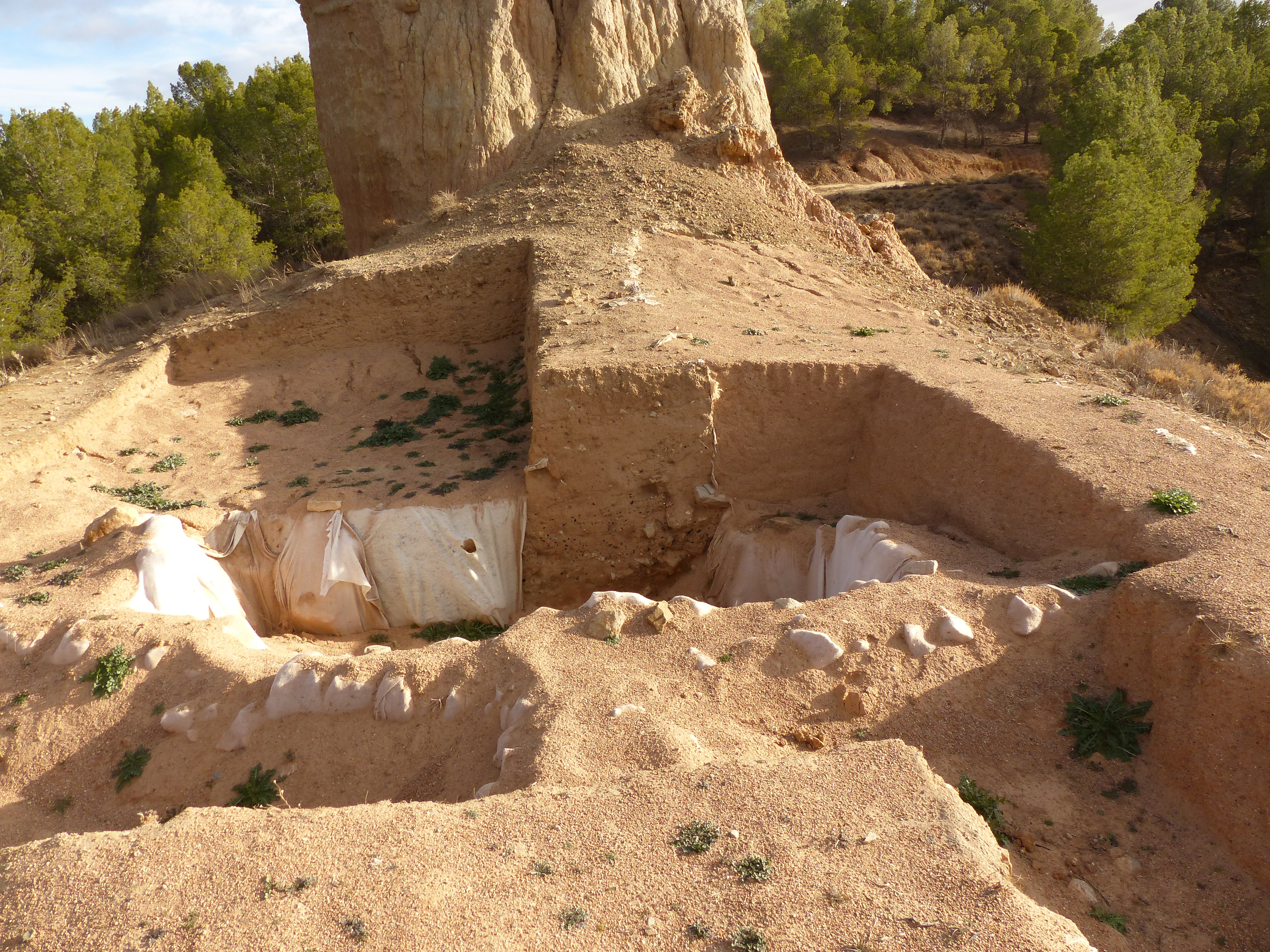
Excavación en los restos

El castillo de Alcocer era una aldea fortificada musulmana situada en el yacimiento arqueológico de La mora encantada, sito en el municipio aragonés de Ateca, Zaragoza, España.

## Historia
Situado en la margen izquierda del río Jalón al igual que Ateca y Terrer, se trata de uno de los castillos más importantes en el desarrollo del Cantar de Mio Cid. Los hechos que se narran en el Cantar, se sitúan en el año 1081 durante las campañas realizadas por El Cid durante su destierro. Si bien de estos hechos no se habían tenido constancia documental fiable y se pensaba que eran fruto exclusivo de la fuente literaria del Cantar de Mio Cid, recientes descubrimientos arqueológicos, ligados a lo narrado en el cantar, sobre todo, referente a las campañas en el valle del Jalón, están empezando a replantear si lo narrado en el cantar es ficción o tiene un origen histótico.
El nombre de Alcocer procede del árabe al-Quṣayr (القصير), que significa "el palazuelo", diminutivo árabe de al-qaṣr (القصر), "alcázar" o "el palacio".
El historiador Miguel Martínez del Villar (siglo XVI) escribió lo siguiente:

«En el patronato de la Iglesia de Monubles ha entrado la de Ateca, población de moros, y fundado de las ruinas de la antigua e insigne ciudad de Alce, que después en tiempo del nunca dignamente alabado Cid Ruydíez se llamó Alcocer».

Es sabido que ya en aquella época pasaba una acequia por el paraje donde se sitúa el yacimiento y que se llamaba acequia de Alcocer en la actualidad acequia de la Losa.

En el Cantar de Mio Cid, aparecen estos versos:
Otro dia movios mio Çid el de Bivar
e passo a Alfama, la Foz ayuso va,
passo a Bovierca e a Teca que es adelant
e sobre Alcoçer mio Çid iva posar
en un otero redondo fuerte e grand;
açerca corre Salon, agua nol puedent vedar.

Mio Çid don Rodrigo Alcoçer cueda ganar.
Este verso prueba que el Alcocer citado en el Cantar no se refiere en ningún caso al Alcocer de Guadalajara.
Frente a estos restos, cruzando el río Jalón, en lo alto de un cerro, está el campamento que ocupó el Cid en el otero al que se refiere el Cantar es lo que ahora se llama paraje Otero del Cid o Cerro de Torrecid.

## Descripción
El resto más llamativo que queda es un gran farallón, que son los restos de una torre maciza de tapial que debió medir unos 10 por 16 metros de base y que se encuentra muy desgastada. a sus pies se ha descubierto en recientes excavaciones los cimientos de construcciones existentes y de las que se han podido levantar planos. Quedan muros de unos 40 cm de alto y parece ser que no se trataba de un castillo en si sino de una "fonda" o aldea fortificada.
Se han encontrado también restos de alguna habitación, de al menos 2 silos y también de un torreón circular levantado sobre la roca.

## Catalogación
El castillo de Alcocer está inscrito en el Registro Aragonés de Bienes de Interés Cultural al estar incluido dentro de la relación de castillos considerados Bienes de Interés Cultural, en el apartado de zona arqueológica, en virtud de lo dispuesto en la disposición adicional segunda de la Ley 3/1999, de 10 de marzo, del Patrimonio Cultural Aragonés. Este listado fue publicado en el Boletín Oficial de Aragón del día 22 de mayo de 2006.